# Laura Citarella
Laura Citarella  és una directora i productora de cinema argentina. S'ha destacat com una veu emergent del Nou Cinema Argentí. És productora central de la companyia independent El Pampero Cine, i va produir La flor,  que amb 868 minuts, actualment ostenta el rècord de la pel·lícula argentina de major durada en la història.

## Biografia
Citarella va néixer el 1981 a La Plata, Argentina. Va assistir a la Universitat del Cinema, on es va graduar amb una llicenciatura en direcció de cinema en 2004.
A més de fer cinema, també ensenya en la Universitat Nacional de La Plata (UNLP), on imparteix un taller de tesi centrat en l'escriptura de guions.
Citarella i Verónica Llinás codirigiren La mujer de los perros, que va cridar l'atenció de festivals internacionals de cinema. En particular, va ser selecció oficial per al Festival Internacional de Cinema de Rotterdam 2015 i guanyadora en categoria Millor Actriu del Buenos Aires Festival Internacional de Cinema Independent.
Està treballant en una seqüela de la seva pel·lícula Ostende de 2011, titulada Trenque Lauquen.

## Filmografía completa
| Any  | Títol                                                  | Paper                                                  | Ref.          |
| ---- | ------------------------------------------------------ | ------------------------------------------------------ | ------------- |
| 1990 | Un elefante en banda                                   | Actriu                                                 | [ 11 ] [ 12 ] |
| 2001 | La muerte de Ricardo Lee (curt)                        | Productora                                             |               |
| 2002 | Canción para Ana (Curtmetratge Documental)             | Montador, Guionista                                    |               |
| 2002 | Yakuza (curt)                                          | Productora                                             |               |
| 2005 | Amor (primera parte)                                   | Subgerente                                             |               |
| 2005 | judíos en el espacio                                   | Subgerente                                             |               |
| 2005 | Mi primera salida (Curt)                               | Subgerente                                             |               |
| 2008 | Historias Breves V: Tres juntos (Curt)                 | Compositora, Productora Executiva, Guionista,          |               |
| 2008 | Historias extraordinarias                              | Actriu, assistent de direcció, productora              |               |
| 2009 | Historias breves 5                                     | Compositora, Directora, Productora delegada, Guionista |               |
| 2009 | castro                                                 | Productora                                             |               |
| 2010 | El escarabajo de oro                                   | Coordinadora de producció                              |               |
| 2010 | Ocio                                                   | Productora                                             |               |
| 2011 | El estudiante                                          | Assistent de direcció, Coordinadora de producció       |               |
| 2011 | Ostende                                                | Directora, Guionista                                   |               |
| 2011 | Tres fábulas de Villa Ocampo (Curtmetrarge documental) | Productora                                             |               |
| 2013 | El loro y el cisne                                     | Productora executiva                                   |               |
| 2014 | El insecto de oro                                      | Productora                                             |               |
| 2014 | Ocio                                                   | Coordinadora de producció                              |               |
| 2015 | La mujer de los perros                                 | Directora, Productora delegada, Guionista              |               |
| 2018 | Ai Weiwei en Buenos Aires (Curtmetratge documental)    | Productora                                             |               |
| 2018 | La flor                                                | Productora                                             |               |
| 2018 | La Flor: Segunda Parte                                 | Actriz, Productora                                     |               |
| 2018 | La Flor: Tercera Parte                                 | Productora                                             |               |
| 2022 | Trenque Lauquen                                        | Directora, guionista, actriu                           |               |